# ビランビー
ビランビー（Virunvee）は、アニメ『聖戦士ダンバイン』に登場する架空の兵器。オーラバトラーの一種。

## 機体解説
アの国のショット・ウェポンがドラムロに代わる新型機としてダンバインを改良・発展させたオーラバトラー。ビランビーの基本構造や武装スペックはダンバインと多くの共通点を持ち、機体色は青（瑠璃色）で、サイズは全高9.2メットとダンバインより一回り半ほど大型化しており、頭頂部には魚類の背びれを思わせる装飾が施されている。「重装甲」に主眼に置いたドラムロに対し、ビランビーは「高機動」を優先させた基本設計となっており、その系譜は次の新型オーラバトラーであるバストールやビアレスへと引き継がれていく。
ビランビーの最大の特徴は、「オーラ増幅器」を初めて搭載した機体であるということが挙げられる。オーラ増幅器は、オーラ力の低い一般のコモンでも容易にオーラ・マシンが扱えるよう、搭乗者のオーラ力を直接増幅させるもので、このシステムの確立によりビランビーはドレイク軍の主力オーラ・バトラーとして最終決戦まで運用された（ただし、完成当初は新型機ということもあり、バーン・バニングスやアレン・ブレディなど一部のオーラ力の高い騎士、あるいは地上人にのみ与えられており、元々高いオーラ力を備えた者がさらに能力を高めるための増幅器となっていた）。
後にビランビーはクの国のビショット軍でも正式採用されている。なお、一部の一般兵士の間では、フレイ・ボムの乱射可能なドラムロに慣れてしまったため、火器類の発射弾数の少なさから本機を敬遠する向きがあったともいわれている（バンダイ刊『オーラバトラー大図鑑』）。
武装スペックはオーラ・ソード1本と両前腕部にワイヤー付ショット・クローを各1基ずつ。専用の携行火器として4連装オーラ・ショット（ダンバインのものとは形状、マガジン共に異なる）を左腕に装備（両腕も可能）する（本編では第13話のタータラ城夜襲時などで使用されている）。また、5連装オーラ・ランチャー（ミサイル・ランチャー）も装備可能で、劇中では上記の専用オーラ・ショットよりも多用されていた（サンライズ監修の設定資料集に掲載されている設定画には「オーラ・バトラー武器“オーラ・ランチャー”」と記載されているが、ビランビーを除き本武装を使用したオーラ・バトラーはバストール以外確認されていない）。
なお、バイストン・ウェルのミサイルは「誘導弾」ではなく本来的な「火薬を使った飛翔体」と解釈すべきもので、無誘導ロケット弾をミサイルと称しているに過ぎない。
ビランビーの主な搭乗者は、バーン・バニングス、ミュージィ・ポー、アレン・ブレディなどがいる。ミの国のキロン城攻防戦では、ドラムロ、ドロ、バラウから成る機械化部隊を率いる指揮官機としてバーン・バニングスが搭乗し、国王ピネガン・ハンムの座乗するナムワンを撃沈させた。また、地上人のアレンは、同じく地上人のジェリル・クチビ、フェイ・チェンカが新型のレプラカーンを専用機に選ぶ中、機動性に優れたこのビランビーを最後まで自身の専用機として利用し、戦場で何度もショウ・ザマのダンバインと対決している。

## ギトール
雑誌連載『AURA FHANTASM』に登場。ビランビーのバリエーションの一つ。ヒレが大きくなり、盾を持っている。それとは対照的に、オーラ・ショットなどの遠距離用武器は持っていない。

## 備考
- デザインは出渕裕。宮武一貴デザインのマサラグに監督の富野由悠季がダンバイン的シルエットを加えたラフをクリンナップしたものである。
- ゲーム『聖戦士ダンバイン 聖戦士伝説』では、リの国仕様機が登場。機体色は赤。
- 2021年、ねとらぼ調査隊が、2021年11月16日から11月23日まで「聖戦士ダンバインTV版オーラバトラーで好きなのはどれ？」というテーマでアンケートを実施したところ、ビランビーは「オーラバトラー人気ランキング」で第9位であった[1]。